# Obert d'escacs de Reykjavík
L'Obert d'Escacs de Reykjavík és un torneig d'escacs que es disputa anualment a Reykjavík, capital d'Islàndia. S'havia celebrat cada dos anys fins al 2008, i des de llavors és anual. La primera edició data del 1964 quan va guanyar Mikhail Tal amb una puntuació de 12.5 punts sobre 13.
Actualment es disputa per sistema suís, mentre que entre 1964 i 1980 i el 1992 fou un torneig round-robin.
L'edició de 2013 fou votada com al segon millor torneig obert del món per l'Association of Chess Professionals, només per darrere del Gibraltar Chess Festival.

## Quadre d'honor
Es llisten tots els jugadors empatats al primer lloc; el primer citat és el guanyador per desempat.
| blau | : Torneig round-robin |

| #  | Year | Winner(s) |
| -- | ---- | --- |
| 1  | 1964 | Mikhail Tal (Unió Soviètica) |
| 2  | 1966 | Friðrik Ólafsson (Islàndia) |
| 3  | 1968 | Evgeny Vasiukov (Unió Soviètica), Mark Taimanov (Unió Soviètica) |
| 4  | 1970 | Guðmundur Sigurjónsson (Islàndia) |
| 5  | 1972 | Friðrik Ólafsson (Islàndia), Florin Gheorghiu (Romania), Vlastimil Hort (Txecoslovàquia) |
| 6  | 1974 | Vassili Smislov (Unió Soviètica) |
| 7  | 1976 | Friðrik Ólafsson (Islàndia), Jan Timman (Països Baixos) |
| 8  | 1978 | Walter Browne (Estats Units) |
| 9  | 1980 | Víktor Kupréitxik (Unió Soviètica) |
| 10 | 1982 | Lev Alburt (Estats Units) |
| 11 | 1984 | Jóhann Hjartarson (Islàndia), Helgi Ólafsson (Islàndia), Samuel Reshevsky (Estats Units) |
| 12 | 1986 | Predrag Nikolić (Iugoslàvia) |
| 13 | 1988 | Jón Árnason (Islàndia) |
| 14 | 1990 | Helgi Ólafsson (Islàndia), Jón Árnason (Islàndia), Serguei Dolmàtov (Unió Soviètica), · Lev Polugaievski (Unió Soviètica), Rafael Vaganian (Unió Soviètica), Yasser Seirawan (Estats Units), · Nick de Firmian (Estats Units), Yuri Razuvaev (Unió Soviètica), Erling Mortensen (Noruega) |
| 15 | 1992 | Jóhann Hjartarson (Islàndia), Aleksei Xírov (Letònia) |
| 16 | 1994 | Hannes Stefánsson (Islàndia), Vadim Zviàguintsev (Rússia), Evgeny Pigusov (Rússia) |
| 17 | 1996 | Simen Agdestein (Noruega), Predrag Nikolić (Bòsnia i Hercegovina), Jonathan Tisdall (Noruega) |
| 18 | 1998 | Larry Christiansen (Estats Units) |
| 19 | 2000 | Hannes Stefánsson (Islàndia) |
| 20 | 2002 | Jaan Ehlvest (Estònia), Oleg Korneev (Rússia) |
| 21 | 2004 | Alexei Dreev (Rússia), Vladímir Iepixin (Rússia), Emil Sutovsky (Israel) , · Jan Timman (Països Baixos), Levon Aronian (Armènia), Igor-Alexandre Nataf (França), · Jaan Ehlvest (Estònia), Robert Markuš (Serbia and Montenegro)                                                          |
| 22 | 2006 | Gabriel Sargissian (Armènia), Ahmed Adly (Egipte), Xakhriar Mamediàrov (Azerbaijan), · Igor-Alexandre Nataf (França), Pentala Harikrishna (India) |
| 23 | 2008 | Wang Hao (Xina), Hannes Stefánsson (Islàndia), Wang Yue (Xina) |
| 24 | 2009 | Héðinn Steingrímsson (Islàndia), Iuri Krivorutxko (Ucraïna), Hannes Stefánsson (Islàndia) |
| 25 | 2010 | Ivan Sokolov (Bòsnia i Hercegovina), Yuri Kuzubov (Ucraïna), Abhijeet Gupta (India), · Hannes Stefánsson (Islàndia) |
| 26 | 2011 | Yuri Kuzubov (Ucraïna), Ivan Sokolov (Països Baixos), Vladimir Baklan (Ucraïna), · Kamil Miton (Polònia), Jon Ludvig Hammer (Noruega), Illia Nyjnyk (Ucraïna) |
| 27 | 2012 | Fabiano Caruana (Itàlia) |
| 28 | 2013 | Pàvel Eliànov (Ucraïna), Wesley So (Filipines), Bassem Amin (Egipte) |
| 29 | 2014 | Li Chao (Xina) |
| 30 | 2015 | Erwin l'Ami (Països Baixos) |
| 31 | 2016 | Abhijeet Gupta (Índia) |
| 32 | 2017 | Anish Giri (Països Baixos) |
| 33 | 2018 | Baskaran Adhiban (Índia) |
| 34 | 2019 | Constantin Lupulescu (Romania) |